# Ormosia lignivalvis
Ormosia lignivalvis är en ärtväxtart som beskrevs av Velva Elaine Rudd. Ormosia lignivalvis ingår i släktet Ormosia och familjen ärtväxter. Inga underarter finns listade i Catalogue of Life.